# 2004 MS8
2004 MS8, também escrito como 2004 MS8, é um objeto transnetuniano que está localizado no Cinturão de Kuiper, uma região do Sistema Solar. Este corpo celeste é classificado como um plutino, pois, o mesmo está em uma ressonância orbital de 2:3 com o planeta Netuno. Ele possui uma magnitude absoluta de 8,3 e tem um diâmetro estimado com 96 km.

## Descoberta
2004 MS8 foi descoberto no dia 24 de junho de 2004 pelo Canada-France Ecliptic Plane Survey.

## Órbita
A órbita de 2004 MS8 tem uma excentricidade de 0,296 e possui um semieixo maior de 39,261 UA. O seu periélio leva o mesmo a uma distância de 27,637 UA em relação ao Sol e seu afélio a 50,886 UA.